# آبل II بلاس

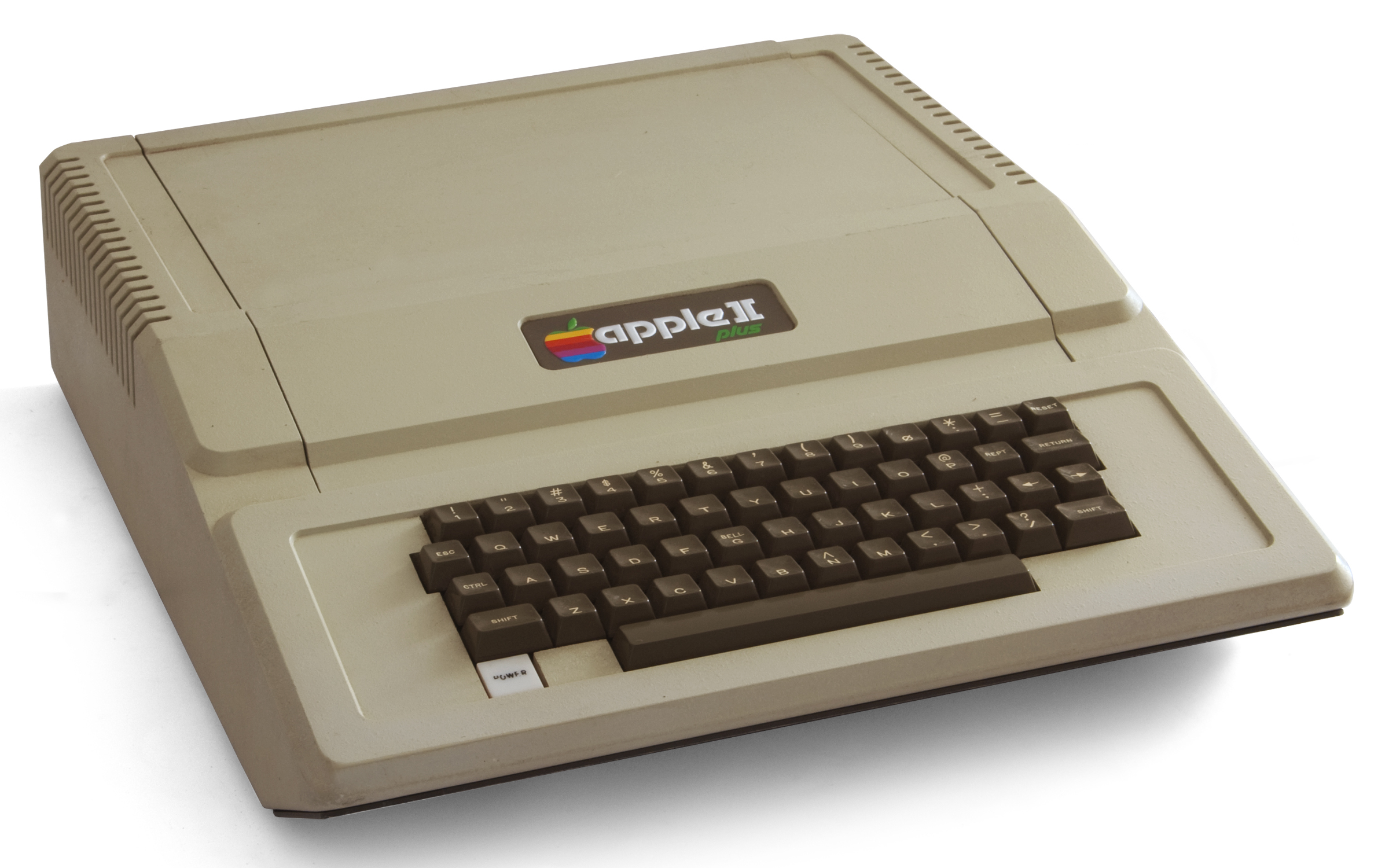
نظام التشغيل آبل II بلاس

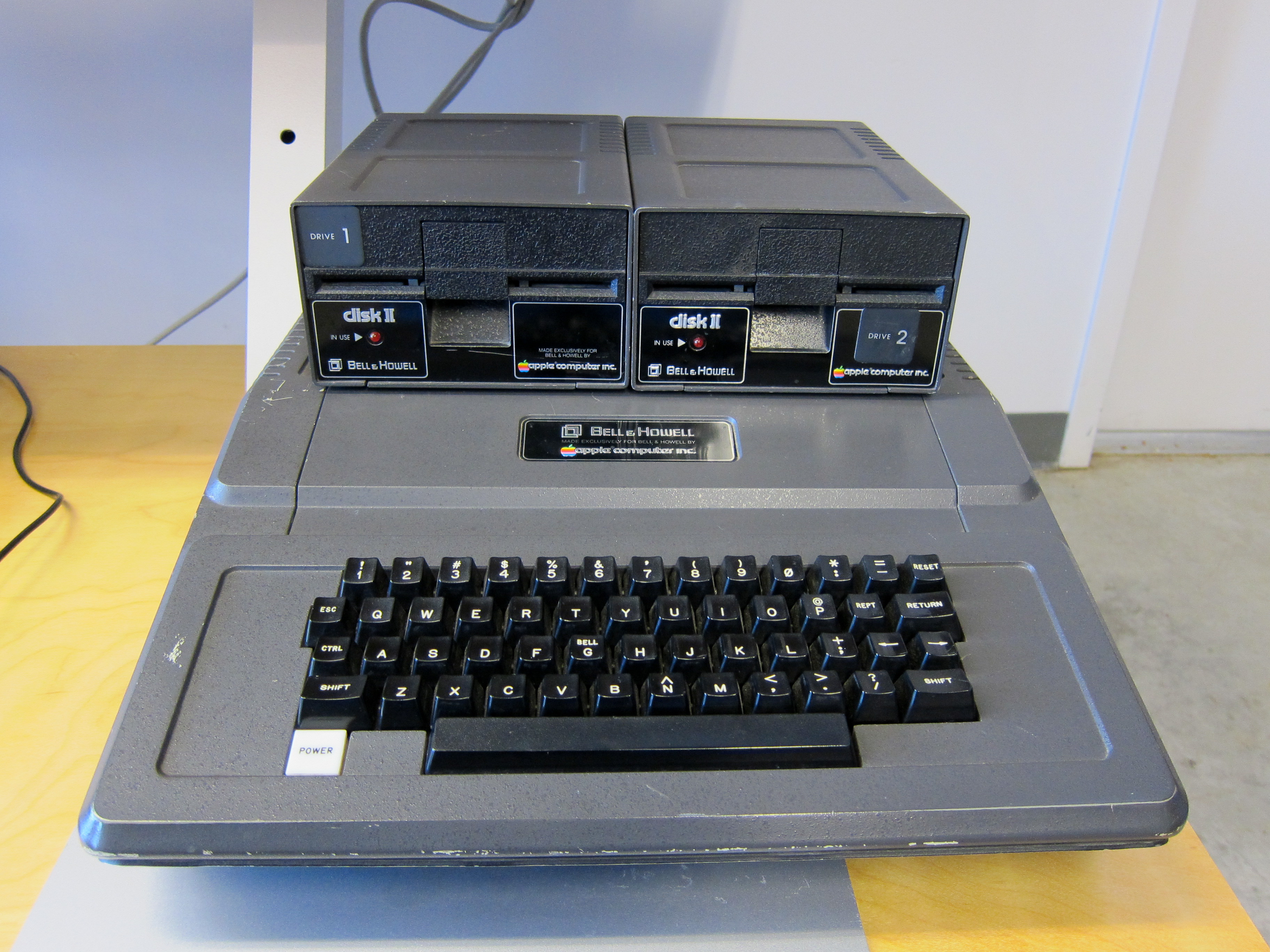
موديل آخر تابع لنظام آبل II يدعى بيل وهويل آبل II

آبل II بلاس (بالإنجليزية: Apple II Plus)‏، هو نظام التشغيل أنتجته شركة آبل الأمريكية، صدرت في شهر يونيو عام 1979م، وبلغ سعر الجهاز نحو 1195 دولار أمريكي، وتعمل بأنظمة آبل دوس، وآبل باسكال وآبل برو دوس، والشركة أعلنت وقف إصدار الجهاز في شهر ديسمبر من عام 1982م.

## وصلات خارجية
- Vintage Computers - Apple II Plus
- ReactiveMicro.com — The last remaining Apple II hardware production company (cloned items)